# كأس آيسلندا 2013
كأس آيسلندا 2013 هو الموسم 54 من كأس آيسلندا. أقيم خلال الفترة 30 أبريل 2013 وحتى 17 أغسطس 2013، وأشرف على تنظيمه اتحاد آيسلندا لكرة القدم، وكان عدد الأندية المشاركة فيه 72، وفاز فيه نادي فرام.